# Деволюционная война
Деволюцио́нная война́ (нидерл. Devolutieoorlog, фр. Guerre de Dévolution, исп. Guerra de Devolución) — вооружённый конфликт между Францией и Испанией за Испанские Нидерланды, проходивший в 1667—1668 годах. Война была вызвана притязаниями Франции на некоторые южнонидерландские территории, принадлежавшие Габсбургам. Франция в качестве предлога использовала так называемое «деволюционное право», действовавшее в некоторых этих землях (в частности, в Брабанте), из которого следовало, что в случае второго брака отца владение переходило («деволюционировало») к детям от первого брака, которые имели преимущество перед детьми от второго брака. Война разгорелась после смерти в 1665 году испанского короля Филиппа IV, дочерью которого от первого брака была жена французского короля Людовика XIV Мария Терезия, а преемником на испанском престоле — сын от второго брака Карл II Габсбург. Война закончилась с образованием Тройственного союза Ахенским миром (1668), в результате которого Франция приобрела некоторое количество земель, но была вынуждена уступить в основных своих притязаниях.

## Причины
Испанский король Филипп IV умер 17 сентября 1665 года, оставив от первого брака с Изабеллой Бурбон только дочь Марию Терезию, состоявшую в супружестве с Людовиком XIV. В то же время от брака со второй женой Марианной Австрийской у него остался малолетний сын, вступивший на престол под именем Карла II. Людовик XIV, развивавший свою экспансию на окружающие страны, потребовал применения к Нидерландам деволюционного права. По данному требованию испанские владения в Нидерландах должны были перейти к его жене Марии Терезии и, соответственно, Франции.
Испанские дипломаты попытались доказать, что деволюционное право было только гражданским правом и не могло быть применено к наследованию в государстве. Они также указывали, что, выходя замуж, Мария Терезия безусловно отказалась от прав на отцовское наследство.
Французские дипломаты в ответ настаивали на том, что Нидерланды — скорее частная собственность испанских королей, чем законная часть испанского государства. На позицию об отречении от наследования инфанты французы отвечали, что оно недействительно, поскольку к моменту замужества Мария Терезия не была совершеннолетней, а также её приданое не было выплачено. Дело в том, что при заключении Пиренейского мира 1659 года кардинал Мазарини включил в него специальный пункт касательно компенсации за отречение инфанты от наследного права на испанский престол. Чтобы осуществить подобное отречение, испанцы обязаны были выплатить Людовику XIV огромное приданое в 500 тысяч золотых экю. Хитрый и дальновидный Мазарини понимал, что эта сумма окажется непосильной для испанского бюджета и тем самым Франция сможет или требовать территориальных компенсаций или считать недействительным отречение Марии Терезии от испанской короны.
Франция отстаивала своё право «в Нидерландах от лица королевы» на четырнадцать провинций или больших вотчин: на Антверпен, имперскую Фландрию (графство Алст), Мехелен, герцогство Лимбургское, Верхний Гелдерн, герцогство Брабантское, на остаток провинции Артуа, Камбрези, графство Эно, графство Намюр, графство Рош-ан-Арден, Арлонский маркизат, солидную часть Люксембурга и, наконец, на порядочный кусок графства Бургундского (Франш-Конте).
Поскольку юридическая сторона вопроса была довольно сложной, а Испания уступать не собиралась, французский король вскоре поддержал свои требования оружием, выдвинув свои войска во Фландрию. Экономически заманчивая для Франции добыча, Фландрия и Брабант, к тому времени в военном отношении являлись совершенно беззащитными: своей армии они не имели, а испанский флот находился в таком жалком состоянии, что не мог доставить в Нидерланды испанские войска из метрополии. 24 мая 1667 года война началась.

## Ход войны
Перед самым началом войны Первый министр Кольбер смог быстро реорганизовать армию, увеличив её численность с 50 000 до 82 000 человек.
Французы вторглись в испанские владения двумя корпусами, ещё один был расположен на границе с Люксембургом. Первым, численностью 35 000 человек (25 000 пехоты и 10 000 кавалерии) командовал маршал Тюренн — он должен был вторгнуться во Фландрию долиною Самбры. Вторым командовал д’Омон (фр. Antoine d’Aumont de Rochebaron). Его численность составляла 8000 человек и корпус предназначался для действий на прибрежье к Дюнкерку. Третий корпус маршала Креки (10 000 человек) предназначался для действий в Люксембургском герцогстве. Общее командование войсками осуществлял сам Людовик, принимавший непосредственное участие в походе вместе с корпусом Тюренна.
В Нидерландах в то время находилось не более 20 000 испанских войск, да и те были прикованы к крепостям и уже давно не получали жалованья.
24 мая начались операции. На начальном этапе войны из-за отсутствия испанских войск во Фландрии боевые действия заключались в изоляции, осаде, штурме и захвате отдельных гарнизонов, которые быстро сдавались, не в силах противостоять бешеному натиску французов и искусству их инженеров.
Между тем как д’Омон постепенно овладевал крепостями приморской Фландрии (Берг (6 июня), Вёрне (12 июня) и мн. др.), уступленными Испании по Пиренейскому миру в 1659 году, Тюренн через Авен двинулся к Шарлеруа. Наместник Нидерландов и главнокомандующий испанскими войсками граф Кастель-Родриго приказал гарнизону Шарлеруа покинуть крепость, взорвав предварительно все укрепления. Людовик XIV приказал восстановить их, и вся французская армия в течение 15 дней усиленно работала над их сооружением под руководством Вобана. Затем Тюренн без боя занял Ат (16 июня), Турне и подступил к Дуэ, который через 6 дней сдался.
В течение июля Тюренн овладел Алстом, а д’Омон — Куртре и Ауденарде (29—31 июля). Но попытка овладеть Дондермондом не удалась, и французы 10 августа приступили к осаде Лилля, сильной и обильно снабжённой крепости, оборонявшейся комендантом графом де Круа (1800 человек пехоты, 2 тысячи милиции и около 15 тысяч вооружённых граждан). В ночь на 19 августа осаждающие заложили траншею и начали приближаться к стенам крепости. На помощь последней приближался 6-тысячный отряд Марсена, против которого Тюренн выставил отряд Креки, вызванный им из Люксембурга. После 5 смелых, но неудачных вылазок гарнизон Лилля 27 августа был вынужден капитулировать. Узнав о падении Лилля, Марсен стал отступать к Брюгге, где 31 августа был настигнут отрядами Креки и Бельфона и после упорного боя разбит; испанцы потеряли 500 человек убитыми и ранеными и 1,5 тысячи пленными. Это было единственное сражение в открытом поле в течение всей кампании, дождливое время года заставило прекратить военные действия, и в первых числах сентября король вернулся в Сен-Жермен. Тюренн двинулся к Алсту (в восточной Фландрии), которым неприятель овладел снова, и взял штурмом эту крепость, потеряв до 600 человек. Этим закончилась кампания 1667 года.

### Образование Тройственного союза
Людовик начал войну, воспользовавшись благоприятными условиями — потенциальные противники Голландия и Англия вели между собой войну. Однако уже 31 июля 1667 года она закончилась подписанием мира в Бреде. Обе стороны были взволнованы военными действиями Франции. Голландию вполне устраивало состояние, когда с ней граничила Испания — ослабленное к тому времени государство. Если Франция устанавливала контроль над Испанскими Нидерландами, Голландия получала общую сухопутную границу с агрессивным государством, имевшим на тот момент мощнейшую армию. С другой стороны, усиление Франции в Южных Нидерландах беспокоило Англию, поскольку фламандские порты пролива Па-де-Кале, перейди они под контроль французской короны, стали бы сильными базами мощного морского противника, каким на тот момент была Франция. В итоге оба государства начали сближаться, привлекая на свою сторону и Швецию, образовав в итоге 23 января 1668 года оборонительный Тройственный союз. Данный союз поставил Людовику ультиматум, согласно которому грозил объявлением войны Франции в случае дальнейшей экспансии французского короля во Фландрии и в то же время давил на Испанию, заставляя последнюю уступить Франции либо завоёванные земли, либо Франш-Конте.

### Захват Францией Франш-Конте
В то время как европейские государства формировались в союз, Людовик продолжал успешную кампанию, на этот раз во Франш-Конте. Войсками на этом направлении командовал принц Конде. В январе следующего, 1668 года, 20-тысячная французская армия, вторглась во Франш-Конте, где сопротивление оказалось ещё более слабым. Безансон сдался принцу Конде без единого выстрела. За ним Сален. 10 февраля 1668 года король подъехал к Долю, столице провинции Франш-Конте. Город капитулировал через четыре дня, горожане открыли ворота перед венценосным победителем, который въехал в сопровождении своего кузена Конде и немедленно заказал молебен. Таким образом менее чем за 3 недели был взят весь Франш-Конте. Затем последовала не менее успешная осада Гре.

## Результаты войны
В конце февраля 1668 года Соединённые провинции предложили испанцам своё посредничество. Непримиримость, которую испанцы проявили вначале, была поколеблена военными успехами Франции. Благодаря захвату Франш-Конте Людовик получил преимущества при заключении мира. 15 апреля подписаны предварительные условия мира.
Король Франции дал согласие на возвращение Карлу II провинции Франш-Конте, Камбре, Сент-Омер и Эр. Но взамен Людовик приобрел в Нидерландах множество полезных территорий: к Морской Фландрии прибавились Берг и Вёрне, приобретение Бенша и Шарлеруа обеспечило Франции передовые позиции в Эно. Самым же главным успехом стало присоединение Французской Фландрии. Именно её города, укрепленные Вобаном, дали возможность королю выковать свой знаменитый «железный пояс».
25 апреля 1668 года в Сен-Жермене был заключён мирный договор с Испанией, а 2 мая в Аахене — договор с Англией, Голландией и Швецией.
Хотя война закончилась победой Франции, Людовик негодовал. Он надеялся, что полностью овладеет Испанскими Нидерландами, и ультиматум Голландии считал за предательство. Людовик считал, что только помощь Франции в Восьмидесятилетней войне позволила Голландии обрести независимость. К окончанию войны франко-голландские отношения настолько ухудшились, что в 1672 году вспыхнула Франко-голландская война.